# Чарна (Конецький повіт)
Чарна (пол. Czarna) — село в Польщі, у гміні Стомпоркув Конецького повіту Свентокшиського воєводства.
Населення — 349 осіб (2011).
У 1975-1998 роках село належало до Келецького воєводства.

## Демографія
Демографічна структура на день 31 березня 2011 року:
|          | Загалом | Допрацездатний вік | Працездатний вік | Постпрацездатний вік |
| -------- | ------- | ------------------ | ---------------- | -------------------- |
| Чоловіки | 165     | 27                 | 116              | 22                   |
| Жінки    | 184     | 30                 | 104              | 50                   |
| Разом    | 349     | 57                 | 220              | 72                   |